# 让·朱利安
让·朱利安 （法語：Jean Jullien, 1983年3月14日—）是一位法国平面设计师和插画家。

## 生平
1983年让·朱利安出生在法国绍莱。他居住在南特过一段时间，之后二十多岁搬去伦敦。先后毕业于中央圣马丁艺术与设计学院和皇家艺术学院。他的作品出现在 电视全览, 新观察家, 纽约时报和卫报，他的顾客包括蓬皮杜中心，耶鲁大学和耐克。

## 巴黎和平
在2015年11月巴黎袭击事件之后，他设计出来一系列和平符号，其中包含了对埃菲尔铁塔再创作。这些图案迅速引爆了社交和新闻媒体，引发了世界人民的同情和肯定以及对恐怖主义的坚定抗议抵制。他还在2015年1月查理周刊总部枪击案之后发布一幅画作。
法国驻柏林大使馆使用了他的符号作为外部灯光装置，形成了法语标志 #NousSommesUnis (我们团结)。

## 巴黎和平在国际上被广泛使用

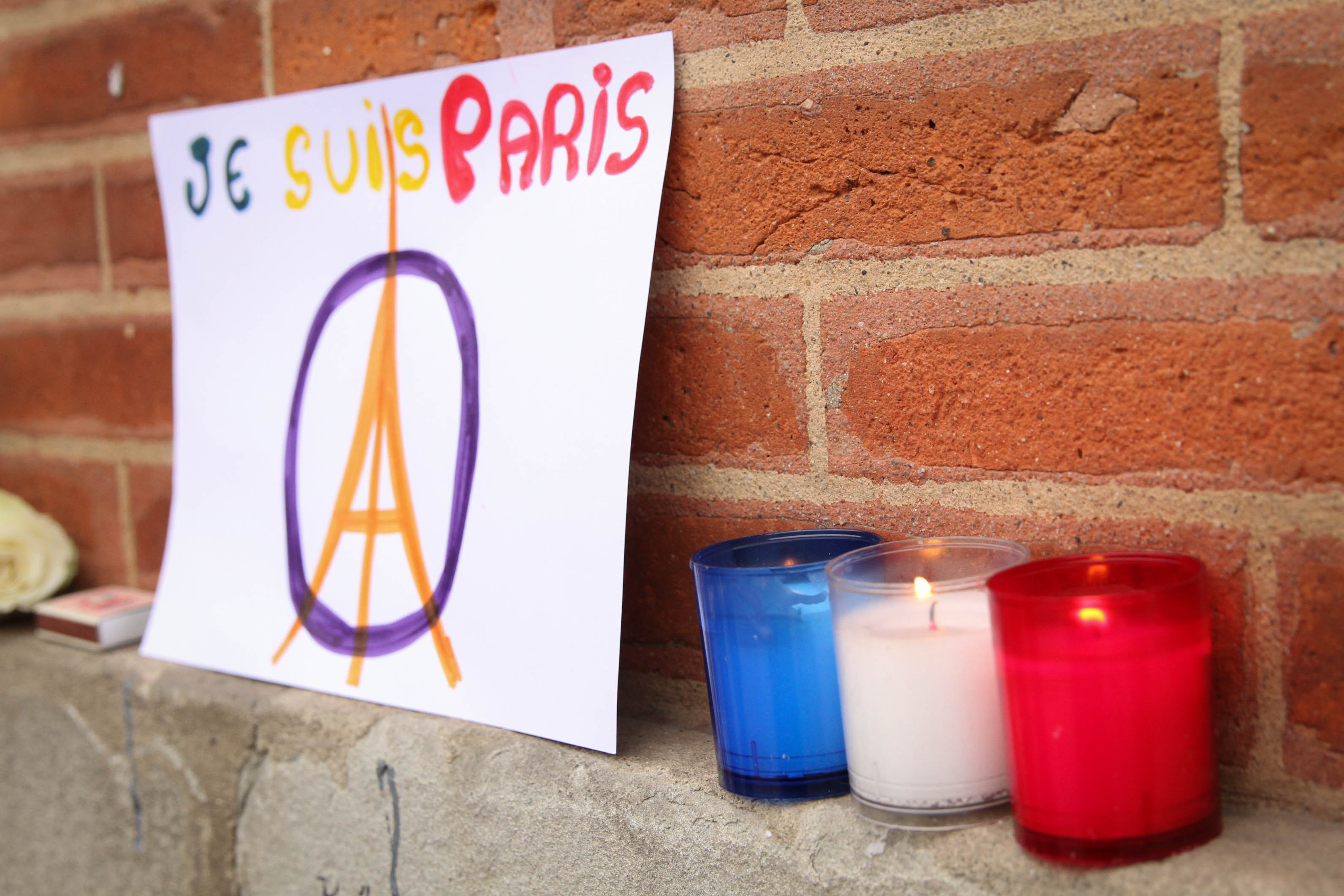
图卢兹
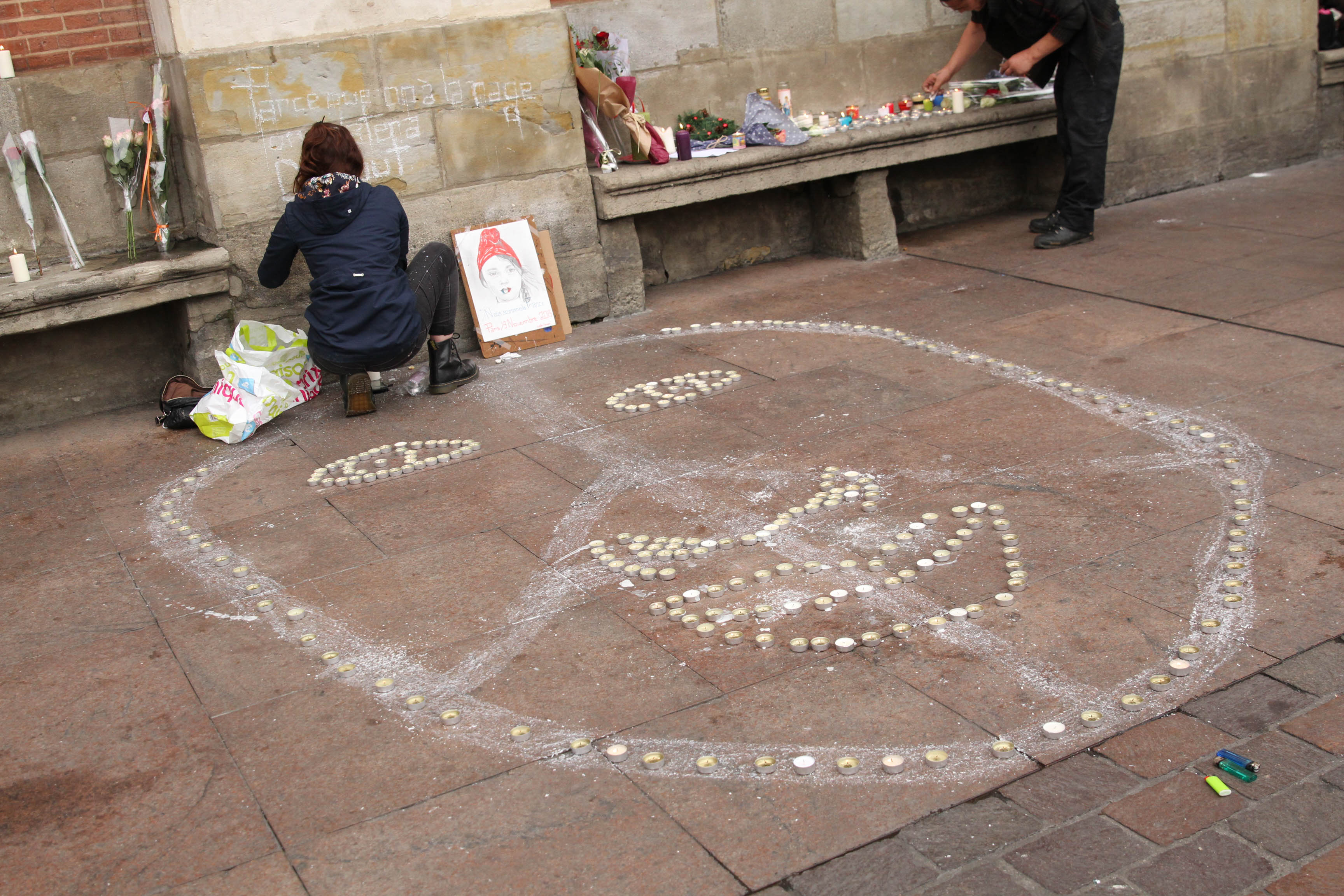
图卢兹
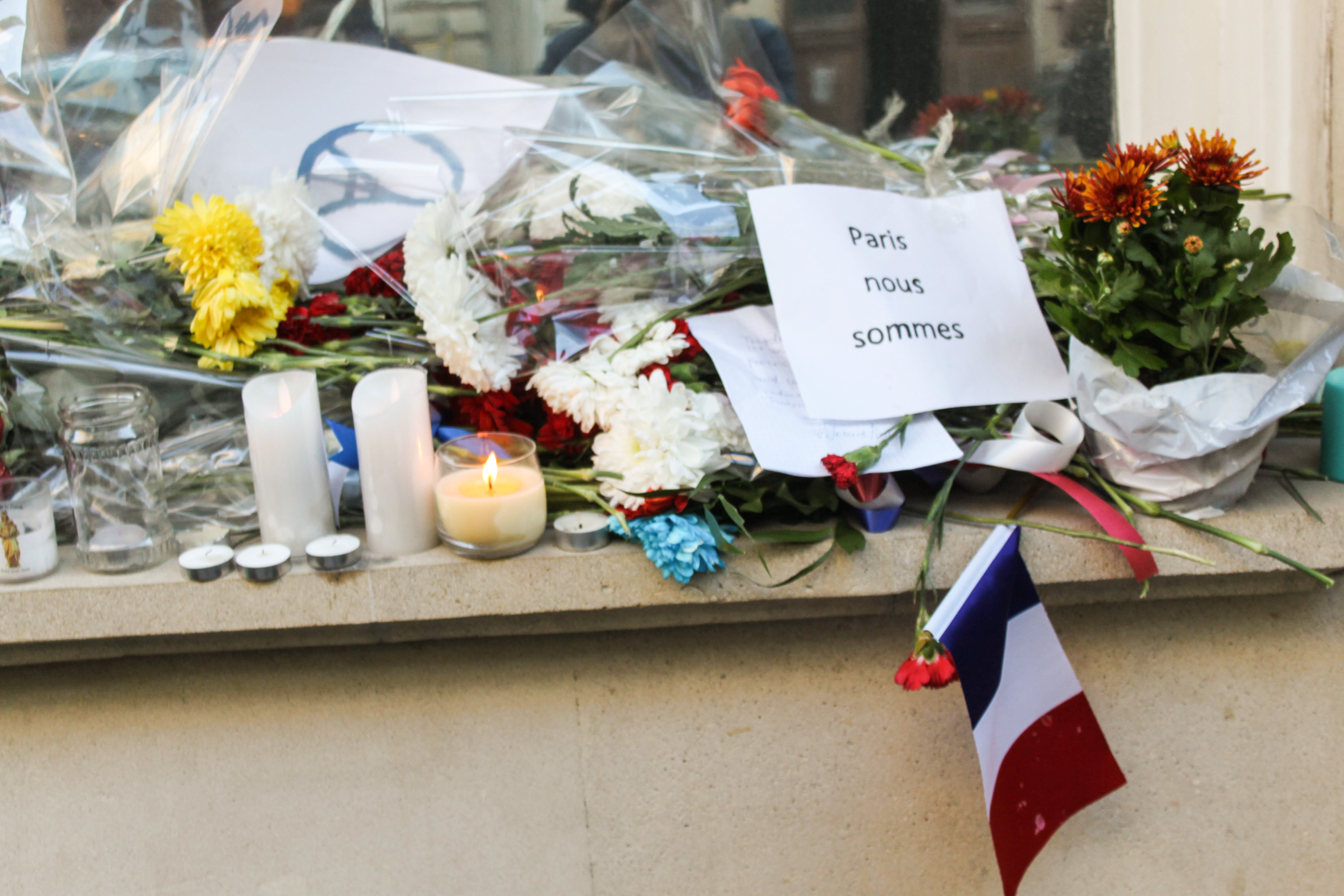
巴库
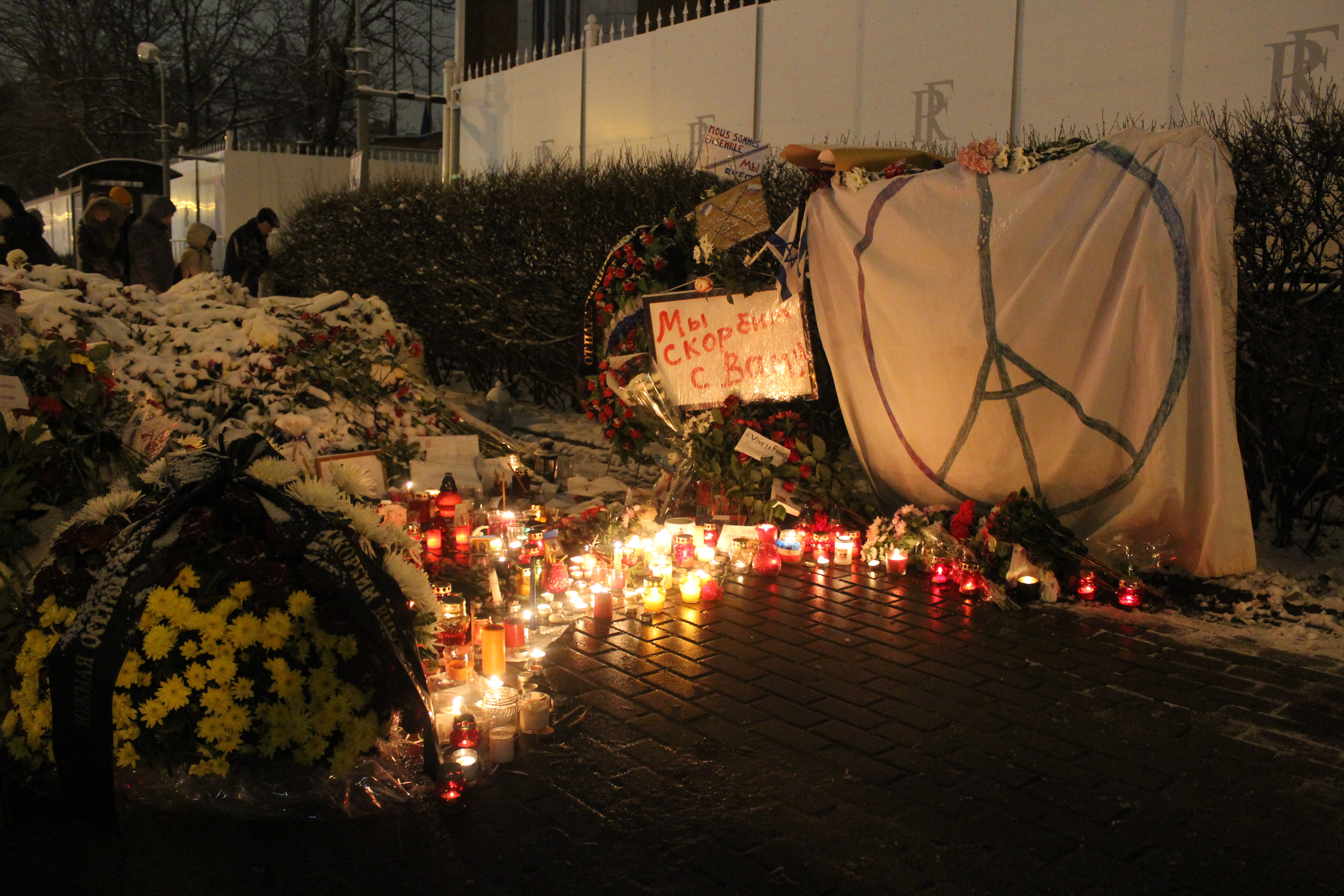
莫斯科

## 著作
- 《这不是书》，北京联合出版公司·后浪出版公司，2016年9月，ISBN 9787550283268

- "Imagine - John Lennon, Yoko Ono Lennon, Amnesty International" ，2017年10月6日，ISBN 9781847808967